# Кажаров, Альберт Хатуевич
Альбе́рт Хату́евич Кажа́ров (8 января 1965 — 14 августа 2013) — российский государственный деятель, представитель в Совете Федерации России от законодательного органа государственной власти Кабардино-Балкарской Республики (2009—2013), член комитета по финансовым рынкам и денежному обращению, комиссию по информационной политике.

## Биография
Родился 8 января 1965 года в Тырныаузе, Эльбрусского района, Кабардино-Балкарской АССР.
Погиб 14 августа 2013 года в ДТП на 418-м километре федеральной автодороги «Кавказ» близ селения Куба-Таба, Баксанский район, в Кабардино-Балкарии, находясь в своей служебной машине. Соболезнования по поводу его кончины выразили президент КБР Арсен Каноков и сенаторы Совета Федерации. Похороны Альберта Кажарова прошли 15 августа в селении Анзорей Лескенского района Кабардино-Балкарии.

## Награды
- Медаль «За строительство Байкало-Амурской магистрали» (1985)
- ведомственные награды МВД России, МЧС РФ, УФСИН РФ, Минобороны России.
- именное оружие

## Семья
Альберт Кажаров был женат и имел троих детей по имени Ляна, Адам и Диана.